# Terrapin Hill
Terrapin Hill är en kulle i Antarktis. Den ligger i Västantarktis. Argentina, Chile och Storbritannien gör anspråk på området. Toppen på Terrapin Hill är 545 meter över havet.
Terrängen runt Terrapin Hill är kuperad söderut, men åt nordost är den platt. Havet är nära Terrapin Hill åt nordost. Trakten är obefolkad. Det finns inga samhällen i närheten. 